# Sicalis
Sicalis är ett släkte i familjen tangaror inom ordningen tättingar. Släktet omfattar 13 arter som alla förekommer i Latinamerika:
- Citrontangara (S. citrina)
- Punatangara (S. lutea)
- Altiplanotangara (S. uropigyalis)
- Grånackad tangara (S. luteocephala)
- Gulhuvad tangara (S. auriventris)
- Grönaktig tangara (S. olivascens)
- Montetangara (S. mendozae)
- Patagonientangara (S. lebruni)
- Flodtangara (S. columbiana)
- Saffranstangara (S. flaveola)
- Gultangara (S. luteola)
- Lomastangara (S. raimondii)
- Svavelstrupig tangara (S. taczanowskii)

Resultat från DNA-studier tyder på att citrontangaran inte är nära släkt med de övriga och bör placeras i ett eget släkte. Inga större auktoriteter har dock ännu följt dessa nya rön.